# Konferencja w Apalachin
Konferencja w Apalachin (z ang. Apalachin Conference lub Apalachin Meeting) – jedna z najważniejszych konferencji (obok Konferencji w Atlantic City i Konferencji Hawańskiej) z udziałem największych (ówczesnych) przedstawicieli (bossów) amerykańskiego świata przestępczości zorganizowanej.
Obrady konferencji odbyły się 14 listopada 1957 roku w mieście Apalachin w stanie Nowy Jork, w rezydencji Josepha „Joe the Barber” Barbary (ur. 9 sierpnia 1905 - zm. 17 czerwca 1959), kilkanaście dni po zabójstwie jednego z najważniejszych bossów (Nowej) Mafii amerykańskiej Alberta Anastasii. Udział w niej wzięło ponad 100 wysokich rangą gangsterów ze Stanów Zjednoczonych, Kanady i Włoch.
Rok 1957 w świecie zorganizowanej przestępczości upłynął pod znakiem gwałtownych przetasowań; oprócz zabójstwa Anastasii, doszło do (nieudanego) zamachu na życie Franka Costello w ramach walki podjętej przez Vito Genovese o przejęcie władzy w rodzinie Luciano – Costello, Carlo Gambino po cichu wspierał Genovese w jego walce z Anastasią (liczył, że obejmie władzę w rodzinie Anastasii).
Obrady Konferencji zostały nieoczekiwanie przerwane przez wkroczenie nowojorskiej policji stanowej i agentów federalnych. Zatrzymanych zostało ponad 50 gangsterów, wśród nich m.in.:
- Vito Genovese,
- Santo Trafficante Jr.,
- Joe Profaci,
- Carlo Gambino,
- Carmine Galante,
- Frank DeSimone,
- Joe Magliocco (zastępca Profaciego),
- Joe Bonanno,
- Paul Castellano.

Genovese objął nieformalne przywództwo podczas obrad Konferencji i liczył, że zostanie mu przyznane stanowisko „Bossa nad bossami” – Capo di tutti capi (zostało ono zniesione przez Lucky Luciano po zakończeniu Wojny Castellammarese). Na potwierdzenie tej tezy jest to, że przy niektórych zatrzymanych bossach znaleziono spore ilości gotówki, które miały być dla niego przeznaczone jako „wpisowe” lub „kopertowe”; porozrzucane pieniądze były jeszcze znajdowane kilka miesięcy po Konferencji (niektórzy z nich uciekali przed policją przez okna i tylne wyjścia, brodząc w mokradłach i zaroślach, gubiąc celowo broń i pieniądze).
Niespodziewane wkroczenie policji i agentów było najprawdopodobniej sprokurowane przez nieobecnych na Konferencji: Lucky Luciano, Meyera Lansky’ego i Franka Costello, którzy po cichu przystąpili do osłabienia pozycji Genovese (nie podobały im się jego plany opanowania mafii); w swój plan dodatkowo wtajemniczyli Carlo Gambino, który był na liście obecności (uczestnicząc na konferencji dawał gwarancję, że jej obrady potoczą się po myśli spiskowców). W tym czasie Lucky Luciano przebywał na wygnaniu we Włoszech (w 1946 roku został deportowany do Włoch, tego samego roku przedostał się na Kubę, po czym znowu – pod wpływem nacisków rządu amerykańskiego – powrócił do Włoch), Costello leczył rany po zamachu (przegrywał walkę z Genovese o przywództwo w rodzinie), a Lansky odpoczywał na Florydzie.
Inni bossowie m.in. Sam Giancana, Tommy Lucchese i Gaspar (Gaspare) DiGregorio wiedzieli o szykowanym wkroczeniu policji i nie pojawili się na konferencji.
Wydarzenie w Apalachin odbiło się szerokim echem w świecie przestępczym; okoliczności jej przerwania spowodowały podkopanie pozycji Genovese; zjednoczone siły Luciano – Costello – Lansky’ego dwa lata później (w 1959 roku) ostatecznie rozprawiły się z nim; wplątali go w aferę narkotykową (mieli oni przekupić pewnego dilera narkotykowego, który następnie złożył obciążające go zeznania). Vito został skazany na 15 lat odsiadki, zmarł w więzieniu w 1969 roku.
Szum i burza wokół mafijnej konferencji wywołały publiczną dyskusję w amerykańskich mediach i nie tylko. Nagle okazało się, że istnieje silne zorganizowane podziemie przestępcze; do tej pory FBI pod rządami Johna Edgara Hoovera zaprzeczało istnieniu zorganizowanej przestępczości na terenie Stanów Zjednoczonych.
Zachowanie szefa FBI (publicznie odmawiał przyznania faktu istnienia amerykańskiej mafii) było na rękę bossom świata przestępczego (ponoć Meyer Lansky posiadał kompromitujące zdjęcia Hoovera w towarzystwie jego zastępcy Clyde’a Tolsona).